# Thundorf
Thundorf is een gemeente en plaats in het Zwitserse kanton Thurgau, en maakt deel uit van het district Frauenfeld.
Thundorf telt 1260 inwoners.